# سید قاسم موسوی قهار
سید قاسم موسوی قهار (زادهٔ ۱۳۲۷ در خمین – درگذشتهٔ ۱۸ آذر ۱۳۹۸ در تهران) مناجات‌خوان، دعاخوان، مداح و شاعر ایرانی بود.
اولین دعای سحر ماه رمضان را بعد از انقلاب ۱۳۵۷ ایران وی خواند که از محبوبترین و معروفترین اجراهایش به‌شمار می‌رود و بعد از حدود سال‌ها هنوز در سحرگاهان رمضان از صدا و سیما پخش می‌شود.
بعد از انقلاب اسلامی در ایران و تغییر مشی در صدا و سیما و همچنین کنار گذاشته شدن بسیاری از دست‌اندرکاران و مجریان دوران پهلوی، در این سازمان دولتی نیاز به چهره‌های جدیدی برای اجرای برنامه‌های متناسب با دوران جدید احساس می‌شد. دعای سحر موسوی قهار و ربنای محمدرضا شجریان از جمله اجراهای مذهبی ماندگاری بودند که توانستند به خوبی جای خالی آوای سید جواد ذبیحی را در ماه رمضان پس از انقلاب پر کنند. 
سید قاسم موسوی قهار که در بین مردم به «قهار» شهرت یافت، در سال ۱۳۵۹ سرودی با نام «شهیدم من» را در حضور روح‌الله خمینی اجرا کرد. وی به مناسبت‌های مختلف، همواره اجراهایی در مقابل سید علی خامنه‌ای رهبر ایران داشته‌است.

## آثار
وی علاوه بر خواندن ادعیه مشهور مربوط به ماه رمضان، دعاهای بسیاری از جمله:دعای کمیل، عرفه، سمات، مجیر، فرج، جوشن کبیر، ابوحمزه ثمالی، مناجات شعبانیه، صلوات شعبانیه و… را اجرا نموده‌است.
سروده‌های موسوی قهار نیز در قالب ۳ جلد کتاب شعر به چاپ رسیده‌است.
اشعاری از کتاب «نسیم سحر»:
| امشب بیا یک لحظه در خلوتگهی، خلوت کنیم    |
| آنچه به خلوت کرده‌ایم، آماده جلوت کنیم     |
| درمان درد عاشقی، اشک است وصل روی یار      |
| با اشک عشق و عاشقی، معشوق را دعوت کنیم    |
| آید مشامم بوی یار، امشب بیا در کوی یار    |
| یک لحظه رو در روی یار، در خلوتی صحبت کنیم |
| برگو تو با نامحرمان، اینجا سوی محرمان     |
| این محفل نامحرمان، پاکیزه و خلوت کنیم     |
| لطف خدای «قهار» بر عاشقان پیوسته یار      |
| دل را برای وصل یار، آماده وصلت کنیم       |

بخشی از شعر دیگر:
| چرا دیگر صداها یک صدا نیست  |  | اثر در اشک‌ها و ناله‌ها نیست      |
| نشان از آن همه حال دعا نیست |  | هزاران دردمند و یک دوا نیست     |
| جوانمردی ز دنیا رخت بربست   |  | دریغا دیگر آن عشق و صفا نیست    |
| فراوان گشته پیران گنه کار   |  | جوانان را دگر حجب و حیا نیست    |
| هزاران چهره در صد رند دیدم  |  | یکی ز آنها رنگ خدا نیست         |
| زبان‌های علی گو بس فراوان    |  | ولی دل با علی مرتضی نیست        |
| ارادتمند اعمال یزیدی        |  | ارادتمند به شاه کربلا نیست      |
| زبان گوید که یا مهدی کجایی  |  | ولی دل با زبانم هم صدا نیست     |
| برکت رفته‌است از زندگی ها    |  | به جز درد و غم و رنج و بلا نیست |
| به بازار عمل بر به چه کردی  |  | شعار مدعی جز ادعا نیست          |
| به نرخ روز نان خوردند جمعی  |  | سیه روتر از این‌ها بین ما نیست   |
| و…                          |  |                                 |

## بیماری
سید قاسم موسوی قهار به دلیل عوارض عمل جراحی تیروئید، به بیماری شدید حنجره دچار گردید و به مدت ۲ سال از فعالیت صوتی ناتوان ماند تا این که مجدداً سلامتی خود را بازیافت.

## درگذشت
موسوی قهار پس از سال‌ها بیماری در بامداد ۱۸ آذر ۱۳۹۸ درگذشت.